# Werner von Selchow
Pour les autres membres de la famille, voir Famille von Selchow.
Werner Erdmann Ludolff von Selchow (né le 1er février 1806 à Dantzig et mort le 23 février 1884 à Brandebourg-sur-la-Havel) est ministre prussien de l'Agriculture et doyen des cathédrales de Brandebourg et de Brandenbourg.

## Biographie

### Origine
Il est issu de l'ancienne famille de Nouvelle-Marche von Selchow. Ses parents étaient Friedrich Wilhelm von Selchow (1769–1845) et Friederike Ludowika Amalie, née von Kummer (1783–1864).

### Carrière
Selchow étudie le droit . En 1828, il est greffier à Dantzig, puis à Marienwerder. Il possède un manoir à Rettkewitz. De 1843 à 1845, il est administrateur de l'arrondissement de Lauenbourg-Bütow, et après sa division de 1846 à 1851 administrateur de l'arrondissement de Lauenbourg-en-Poméranie.
En 1848/49, il est député du Parlement de Francfort pour la 1re circonscription de la province de Poméranie (Lauenbourg). Là, il fait partie du groupe Casino et plus tard du groupe Café Milani.
Il quitte ensuite la province pour Berlin, en 1849 il est « ouvrier non qualifié » (sorte d'assistant) au ministère prussien de l'Intérieur. En 1850, Selchow est membre de la Chambre du peuple de l'Union d'Erfurt. Il est également membre de la droite dans la seconde chambre de la Chambre des représentants de Prusse jusqu'en 1852. Il est à nouveau député de la Chambre des représentants de 1863 à 1870 mais il ne rejoint aucune faction.
En 1851, il retourne en province ; d'abord comme vice-président du district de Liegnitz, de 1853 à 1855 président du district de Liegnitz. De 1856 à 1862, il est président du district de Francfort, en 1862 il devient haut président de la province de Brandebourg et membre du Conseil d'État prussien.
En décembre 1862, il est nommé ministre de l'Agriculture dans le premier ministère du nouveau ministre-président Otto von Bismarck. Il occupe ce poste jusqu'à sa retraite en 1873. De 1863 à 1870, il est de nouveau député de la Chambre des représentants (droite, non-inscrit). Après sa retraite, il s'installe sur le domaine de Karolinenthal près de Rettkewitz, arrondissement de Lauenbourg-en-Poméranie ; En 1874, il dirige le nouveau district de bureau de Rettkewitz.

### Mariage et progéniture
Sa femme Karoline (née von Hanstein) donne naissance à dix enfants, huit filles et deux fils. Sa petite-fille Anni von Gottberg (de) est membre de l'Église confessante pendant la période national-socialiste.

### Doyen de la cathédrale de Brandebourg
Selchow jouit d'une grande influence et d'un grand prestige en tant que doyen de la cathédrale de l' évêché de Brandebourg. En même temps, il occupe la fonction de curateur de l'Académie de chevalerie de Brandebourg-sur-la-Havel, l'ancienne institution de formation pour la noblesse de la Marche, y compris l'alumnat et l'école. Le chanoine Hans von Rochow-Plessow (de) lui succède en tant que curateur.

## Divers
À Berlin-Schmargendorf, la Selchowstrasse porte son nom ; Il peut aussi avoir donné son nom à une rue de Berlin-Adlershof .